# Sorbus yuana
 је врста из породице ружа коју je описао Stephen Alex Spongberg. Sorbus yuana припада роду Јаребике. Нема подврста наведених у „Каталогу природе” (Catalogue of Life (CoL)).

## Распрострањеност
Ова врста јаребике расте у Кини у покрајинама Хубеј и Сичуан.